# زارا دولوخانوفا
زارا دولوخانوفا (بالأرمنية: Զարուհի Դոլուխանյան)‏ هي ميزو-سوبرانو أرمينية، وُلدت في موسكو بروسيا في 15 مارس عام 1918.
حققت قدرًا من الشهرة بسبب أدائها لعدة أوبريهات إذاعية أشاد بها النقاد، ولما في جعبتها من مخزون مسرحي كبير خلال عقدي الأربعينات والستينات. على الرغم من كونها واحدة من أشهر المطربات الأوبراليات في روسيا السوفيتية، ظهرت دولوخانوفا في عدد قليل نسبيًا من العروض على مسرح الأوبرا، فيما استمدت شهرتها، في المقام الأول، من عملها واسع النطاق في الراديو. وتُوفيت في 4 ديسمبر عام 2007.